# Jacques-André Boiffard
Jacques-André Boiffard (* 29. Juli 1902 in Épernon, Département Eure-et-Loir, Frankreich; † 1961 in Paris) war ein französischer Arzt und Fotograf.

## Leben
Während des Medizinstudiums machte ihn sein Jugendfreund, der surrealistische Autor Pierre Naville, mit André Breton bekannt. Boiffard schloss sich daraufhin den Surrealisten an und verfasste, gemeinsam mit Paul Éluard und Roger Vitrac, das Vorwort zur ersten Ausgabe von La Révolution surréaliste. Er zog jedoch die Fotografie der Schriftstellerei vor und wurde ein Assistent von Man Ray. Mit Man Ray drehte er die surrealistischen Filme L’étoile de mer (1928) und Les Mystères du Château de Dé (1929).
In den 1920er Jahren fertigte Boiffard Porträtfotos der englischen Schriftstellerin Nancy Cunard, fotografierte im Auftrag der Firma Peignot mit Man Ray Ansichten von Paris und bebilderte Bretons Roman Nadja. 1928 wurde Boiffard überraschend von den Surrealisten ausgeschlossen, weil er Fotografien von Simone Breton gemacht hatte.
Ab 1929 arbeitete er mit Georges Bataille an der Zeitschrift Documents, in der seine bekanntesten Arbeiten veröffentlicht wurden: Er bebilderte den Text Le gros orteil (Der große Zeh) von Bataille (Ausgabe 6, 1929), Pygmalion und die Sphinx von Robert Desnos (Ausgabe 1, 1930) sowie Eschyle et le carnaval des civilisés von Georges Limbour (Ausgabe 2, 1930). Mit einem Beitrag zu dem Pamphlet Un Cadavre attackierte er André Breton.
Von 1929 bis 1932 betrieb er ein gemeinsames Fotoatelier mit Eli Lotar. Gemeinsam mit Lotar wollte er auf Weltkreise gehen, die finanziellen Mittel reichten jedoch nur bis Tanger. Während der politischen Unruhen in den 1930er Jahren war Boiffard ein Mitglied der von den Prévert-Brüdern (Pierre und Jacques Prévert) angeführten linkspolitischen Theatergruppe Octobre. Ab 1932 veröffentlichte Boiffard seine Arbeiten im Kontext der mit dem Kommunismus sympathisierenden Association des Écrivains et Artistes Révolutionnaires.
Nach dem Tod des Vaters, 1935, nahm Boiffard sein Medizinstudium wieder auf und approbierte 1940 im Fachbereich Radiologie. Die Laufbahn als Fotograf setzte er nicht fort.